# Nelsinho Baptista
Nelson Baptista Júnior (* 22. Juli 1950 in Campinas, Brasilien) wird meist kurz Nelsinho Baptista genannt. In einigen Listen wird der ehemalige Fußballspieler und heutige -trainer auch als Nelson geführt.
Bereits als Spieler konnte er einige Erfolge feiern. Bedeutung hat er aber vornehmlich als Trainer erlangt, wo er unter anderem Meisterschaften in seinem Heimatland und in Japan errang.

## Spielerkarriere
Nelsinho Baptista begann seine Karriere als 17-Jähriger im Jahr 1967 in seiner Heimatstadt Campinas beim Verein AA Ponte Preta. Von 1971 bis 1977 zählte der Außenbahnspieler zur Stammbesetzung des FC São Paulo, mit dem er 1973 die Staatsmeisterschaft von São Paulo gewann. Auch mit dem FC Santos gelang ihm nach seinem Wechsel in die Hafenstadt 1978 ein Erfolg im Paulistão. Seine Spielerlaufbahn ließ er beim traditionsreichen, aber bereits in jenen Tage nicht mehr sonderlich bedeutenden CA Juventus in São Paulo ausklingen.

## Trainerkarriere
Im Alter von 35 Jahren begann Nelsinho Baptista seine Trainerkarriere in Sorocaba beim EC São Bento in der Provinz von São Paulo. Er trainierte in den folgenden Jahrzehnten zahlreiche bekannte brasilianische Vereine wie beispielsweise SC Corinthians, seinen Ex-Verein FC São Paulo, den Cruzeiro EC oder den FC Santos. Länger als zwei Jahre blieb der als Wandervogel bekannte Brasilianer jedoch bei keinem Verein. Mit Corinthians wurde er aber 1990 brasilianischer Meister.
Auch außerhalb seines Heimatlandes war er bei mehreren Vereinen tätig, unter anderem bei Verdy Kawasaki in Japan und Al-Hilal in Saudi-Arabien. Dabei führte er Verdy 1994 und 1995 zum Gewinn der Meisterschaft sowie 1994 auch des Ligapokals. 1999 gab er ein Gastspiel in Santiago de Chile beim dortigen Spitzenverein Colo-Colo. Danach kehrte er wieder nach Brasilien zurück und leitete die Geschicke unter anderem bei den großen Traditionsvereinen FC São Paulo und in Rio bei Flamengo, ehe er 2003–2005 erneut in Japan, diesmal bei Nagoya Grampus Eight, tätig wurde.
Beim Erstligisten Corinthians wurde er 2007 der vierte Trainer im Verlauf der Saison. Aber auch er konnte den Abstieg des vormaligen Topklubs in die zweite brasilianische Liga nicht verhindern und wurde entlassen. 2008 gelang ihm mit Sport Recife durch einen 2:0-Erfolg zu Hause nach einer 1:3 Hinspiel-Niederlage in den Finalspielen gegen seinen Ex-Verein Corinthians dank der Auswärtstorregel der Gewinn des Pokals, der Copa do Brasil. Im Mai 2009 wurde er von seinem Landsmann Émerson Leão als Trainer abgelöst.
Nelsinho Baptista kehrte nur wenige Monate später erneut nach Japan zurück und übernahm den Trainerposten bei Kashiwa Reysol. Der Brasilianer konnte den japanischen Erstligisten jedoch nicht mehr vor dem Abstieg in die J. League Division 2 retten. In der Saison 2010 gelang dem Team als souveräner Tabellenführer der sofortige Wiederaufstieg. Völlig überraschend setzte sich das Team von Nelsinho Baptista auch in der ersten Liga durch und wurde 2011 Meister. Kashiwa Reysol war damit die erste Mannschaft in der japanischen Fußballgeschichte, die nach einer Meisterschaft in der zweiten Liga im direkten Anschluss die Meisterschaft in der ersten Liga erringen konnte. Zudem qualifizierte sich der Verein für die FIFA-Klub-Weltmeisterschaft 2011 und Nelsinho Baptista wurde zu Japans Trainer des Jahres. In der Folgesaison gewann der Brasilianer mit seiner Mannschaft den Kaiserpokal und den Supercup. In der Liga erreichte Kashiwa Reysol den sechsten Tabellenplatz, qualifizierte sich durch den Sieg im Kaiserpokal aber erneut für die AFC Champions League. Dort scheiterte man im Halbfinale am späteren Turniersieger Guangzhou Evergrande. 2013 gewann er mit Kashiwa Reysol den Ligapokal und im Jahr darauf die Copa Suruga Bank. In der J. League wurde der Verein erst Zehnter, danach Vierter, ehe Nelsinho Baptista den Club nach der Saison 2014 verließ und neuer Trainer beim Ligakonkurrenten Vissel Kōbe wurde.
Im Dezember 2017 wurde Baptista bei Sport Recife als Trainer für die Saison 2018 vorgestellt. Am 24. April 2018 wurde er dort wieder entlassen.

## Trivia
Der brasilianische Trainer Eduardo Baptista ist sein Sohn.

## Erfolge
- Spieler:
  - Staatsmeisterschaft von São Paulo: 1975, 1978
  - Série B: 1983

- Trainer:
  - Brasilianischer Meister: 1990
  - Brasilianischer Pokalsieger: 2008
  - Staatsmeisterschaft von Goiás: 2003
  - Staatsmeisterschaft von Paraná: 1988
  - Staatsmeisterschaft von Pernambuco: 2008
  - Staatsmeisterschaft von São Paulo: 1997, 1998
  - Japanischer Meister: 1994, 1995, 2011
  - Japanischer Ligapokalsieger: 1994, 2013
  - Trainer des Jahres der J League: 2011
  - Japanischer Supercupsieger: 2012
  - Kaiserpokal: 2012
  - Copa Suruga Bank: 2014